# Döden i sjukrummet
Döden i sjukrummet (norska: Døden i sykeværelset) är en oljemålning av den norske konstnären Edvard Munch från 1893. Den finns i två större versioner, en temperamålning som är utställd på Nasjonalmuseet for kunst, arkitektur og design och en oljemålning som är utställd på Munchmuseet, båda i Oslo. Därtill finns ett flertal skisser, litografier och pastellmålningar.
Munch fick tidigt uppleva död, såväl hans mor som far dog i ung ålder. Munch var själv sjuklig som barn och död var ett återkommande motiv i hans konst. Döden i sjukrummet har sin bakgrund i den 15-åriga storasystern Sophies död 1877 i tuberkulos, samma sjukdom som modern dött av 1868. Personerna i målningen är Munchs närmsta familj. I förgrunden syns konstnären själv och hans yngre systrar Laura och Inger. I bakgrunden hos den döende Sophie står fadern Christian Munch och mostern Karen Bjølstad. Mannen som står vid dörren till vänster är brodern Andreas. De är dock porträtterade som de såg ut 1893, när målningen tillkom, och inte 1877, då Sophie dog och när Munch själv var barn. Undantaget är hans far, som var död 1893. Sophies sjukdom och död är även avbildad i Det sjuka barnet (1885–1886).